# Kabinet-Haniya I
Hieronder de lijst van minister van het kabinet, dat onder leiding stond van Ismail Haniya. Het werd beëdigd op 29 maart 2006. Deze regering bestaat uit leden van Hamas en enkele leden die niet lid van een partij.
| Naam | Ministerie                                 | Politieke partij |
| --- | ------------------------------------------ | ---------------- |
| Ismail Haniya | Minister-president / Sport en Jeugd        | Hamas            |
| Mahmoud al-Zahar | Buitenlandse Zaken                         | Hamas            |
| Omar Abdul-Razeq | Financiën                                  | Hamas            |
| Said Seyam | Binnenlandse en Burgerzaken                | Hamas            |
| Basem Naim | Volksgezondheid                            | Hamas            |
| Alaeddin al-A'raj | Economische Zaken                          | Hamas            |
| Fakhri Turkman | Sociale Zaken                              | Onafhankelijk    |
| Wasfi Mustafa Qabha | Gevangenenzaken                            |                  |
| Naser Eddin al Shaer | Vicepremier / Onderwijs en Hoger Onderwijs | Hamas            |
| Yousef Rizqa | Informatie                                 | Hamas            |
| Mariam Saleh | Vrouwenzaken                               | Hamas            |
| Ahmad Khaldi | Justitie                                   | Onafhankelijk    |
| Jamal al Khudari | Telecommunicaties en Informatietechnologie | Onafhankelijk    |
| Abdul Rahman Zeidan | Openbare Werken                            | Hamas            |
| Joudeh George Murqos | Toerisme                                   | Onafhankelijk    |
| Attallah Abul Sabeh | Cultuur                                    | Hamas            |
| Ziad Al-Thatah | Transport                                  | Hamas            |
| Nayef Rajoub | Religieuze Zaken                           | Hamas            |
| Samir Abu Eisheh | Planning                                   | Hamas            |
| Mohammed al Agha | Landbouw                                   | Hamas            |
| Engineer Khaled Abu Arafeh | Minister zonder portefeuille               | Hamas            |
| Issa Ja'bari | Locale Bestuursministeries                 | Hamas            |
| Atef Udwan | Vluchtelingen                              | Hamas            |
| Mohammed Barghouthi | Arbeid                                     | Hamas            |
| Mohammed Awad | Kabinetschef                               | Hamas            |
| Opmerkingen: - Een aantal ministers werden opgepakt door Israël, waardoor hun taken naar andere ministeries werden overgeplaatst. - Joudeh George Murqos is de enige Christen in de regering. |                                            |                  |

## Ontslag
Op 15 december 2006 ontkwam de minister-president Ismail Haniya aan een moordaanslag in Gaza Stad, waarbij zijn zoon werd verwond en enkele bodyguards omkwamen. Haniya kwam net terug van een reis door het Midden-Oosten, om geld te krijgen voor zijn regering, die sinds zijn aantreden werd geboycot en geen geld meer kreeg. Hamas beschuldigde dat Fatah de minister probeerde te doden. Dit zorgde voor een grote crisis tussen de beide partijen, en de strijd werd verhevigt toen president Mahmoud Abbas vervroegde verkiezingen aankondigde op 16 december 2006.
Er ontstonden toen verschillende gevechten in de Palestijnse Gebieden, waarbij bijna 100 mensen werden gedood en meer dan 300 mensen gewond raakten. Eind februari 2007 werd er een top georganiseerd in Mekka, Saoedi-Arabië. Er werd een akkoord gesloten, genaamd het Mekka-Akkoord, en er werd afgesproken dat er een regering van nationale eenheid zou worden gevormd.
Op 17 maart 2007 werd de nieuwe regering goedgekeurd door het Palestijnse parlement, en hiermee kwam een einde aan deze regering.